# Герман Росс
Герман Росс (англ. Herman Rosse; 1 січня 1887 — 13 квітня 1965) — голландський і американський артдиректор. Він виграв премію Американської кіноакадемії за найкращу роботу художника-постановника для фільму «Король джазу».

## Біографія
Він народився в Гаазі, Нідерланди і помер у Наяку, Нью-Йорк. Герман був другою дитиною Карел і Джейкоба Росс. Старша сестра Германа, Берта Сюзанна (Сюзі) Росс (1 вересня 1884 — 17 квітня 1968), стала відомою голландською художницею.
Герман Росс вивчав архітектуру і дизайн в Королівському коледжі мистецтв в Лондоні, після чого він навчався в Стенфордському університеті, де отримав ступінь бакалавра. З 1911 по 1913 рік він займався створенням декоративних інтер'єрних конструкцій (картини, вітражі, керамічна плитка) для Палацу миру в Гаазі; і під час роботи там він зустрів свою майбутню дружину, Софі Хелену Лайт (1891—1982), ландшафтного архітектора, яка була відповідальна за дизайн садів. Разом вони переїхали до Каліфорнії, де Россу було доручено розробити прикраси для павільйону Нідерландів на Панама-Тихоокеанській виставці в Сан-Франциско (1915). Там він також зробив свій перший набір костюмів і декорацій для театру. У 1918 році він переїхав до штату Іллінойс, де прийняв призначення на пост глави конструкторського відділу у школі художнього інституту в Чикаго.
У 1923 році Росс переїхав зі своєю родиною в Нью-Йорку. Він уже був знайомий з театральним світом в Нью-Йорку, а тепер став більш тісно пов'язаний з драмою, водевілем, і мюзиклами. В 1929 році він відправився до Голлівуду, як артдиректор до фільму Джона Мюррея Андерсона «Король джазу», яка принесла йому премію Американської кіноакадемії за найкращу роботу художника-постановника. Росс помер у Наяк, Нью-Йорк, 13 квітня 1965 року.